# 哈雷-维滕贝格大学
哈雷-维滕贝格马丁路德大学（MLU）是德国一所国立的研究型大学，位于哈雷和维滕贝格。它是一所於1817年由兩所大學合併的德國大學，德國中部大學聯盟成員。其中較舊的一所Leucorea大學在1502年於維滕貝格建立，較新的一所則於1694年於哈雷建立。
今日的名字“哈雷-维滕贝格马丁路德大学”，則於1933年11月10日訂立。

## 歷史

### 维滕貝格大學
1502年7月6日，神聖羅馬皇帝馬克西米連同意維滕貝格大學成立，並發表敕書，10月18日，經由薩克森選侯腓特烈三世的努力，維滕貝格大學得以在恩斯特公国的萊比錫建立。
大學剛成立時，主要負責薩克森恩斯特公国地区的法律、神學、醫學的地區教育。在成立的五年之後，腓特烈三世又於萬聖節時，將一所新的高等學院以及維滕貝格城堡合併於大學內。
第一任的校長為馬丁·波利希。本大學講師網羅一時之選，如安德烈亚斯·卡尔施塔特、圣奥古斯丁修道会修士馬丁·路德。之後又有尼古拉斯·冯·阿姆斯多夫講授希臘語。

### 哈雷大學
具有500年曆史的教育和研究：馬丁路德大學哈勒維滕貝格 (MLU) 在人文、社會科學、自然科學和醫學領域提供廣泛的學術科目。薩克森-安哈爾特最古老、規模最大的大學創建於1817年，當時維滕貝格大學（成立於1502年）與弗里德里希斯大學哈雷大學（成立於1694年）合併。如今，該大學擁有約20,000名學生和355名教授。
MLU在人文領域的學術概況由核心研究領域“啟蒙-宗教-知識”和“運動中的社會與文化”塑造。擴散 - 實驗 - 機構”。大學的核心科研方向是“材料科學——納米結構材料”和“生物科學——生物信息處理的結構與機制”。農業科學也發揮著主導作用，哈雷大學在薩克森-安哈爾特全權負責發展這一學術形象。醫學院專注於流行病學、健康和護理研究以及信號傳輸研究。在這裡，護理科學家與醫生平等地進行研究。多罗特娅·埃克斯莱本學習中心是面向未來醫學專業人士的最大教學診所之一。除了主要的學術重點外，該大學還提供一系列輔修科目，其中一些僅在德國MLU提供。
作為德國中部大學聯盟哈雷-耶拿-萊比錫的成員，MLU與其他大學以及外部研究機構和行業密切合作。這在德國東部第二大科技園區溫伯格園區的地方層面上可以看到。大學的所有自然科學研究所都集中在這裡。他們與公司和主要的德國研究機構合作，例如馬克斯普朗克學會和弗勞恩霍夫研究機構。哈雷大學在世界各地擁有廣泛的合作大學網絡。
除了溫伯格校區，MLU還有其他三個主要校區。位於市中心的大學廣場是歐洲最美麗的大學廣場之一，它是哈雷的一個傳統景點。許多專注於人文和社會科學的機構都位於新的施泰因特校區。教育家和神學家在弗蘭克基金會教學、學習和進行研究。

### 哈雷-维滕貝格大學

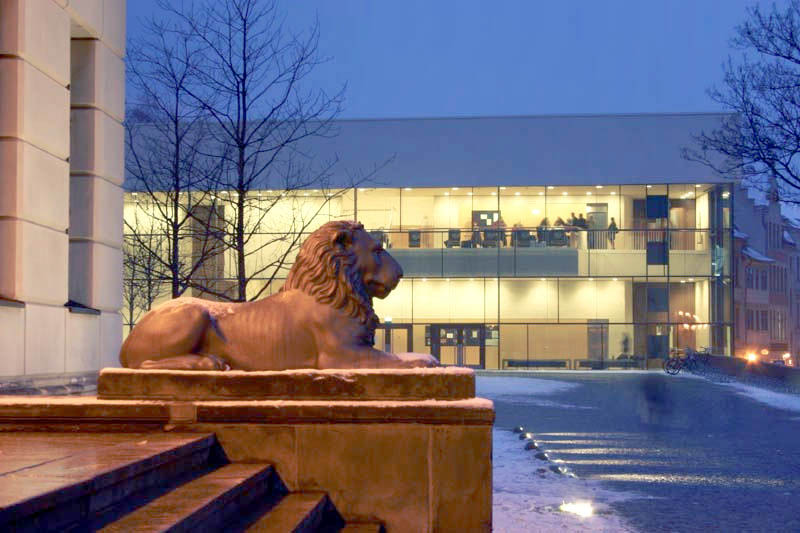
大學廣場以及大學講堂旁的獅子雕像

在1994年哈雷大學慶祝300週年慶後，為了慶祝兩校的大合併，哈雷-維滕貝格大學於2002年，接著舉行了500週年的建校慶祝。
以長遠的歷史因素來看，哈雷-維滕貝格大學與哈勒城在地理上的關係是很近的。大學始終以穩定緩慢的速度，於哈雷的城內區逐步擴大，某些校區則慢慢的擴建到城外區。 許多的大學機構位於古老的宅邸中或是歷史性的建物，除此之外也有許多大學的建築物是重新建立或是重新整修的。哈雷-維滕貝格大學的主要入口就直接位於哈雷市的馬丁路德小道上。

## 大學機構
- 神學院

院長：Prof. Dr. Frank

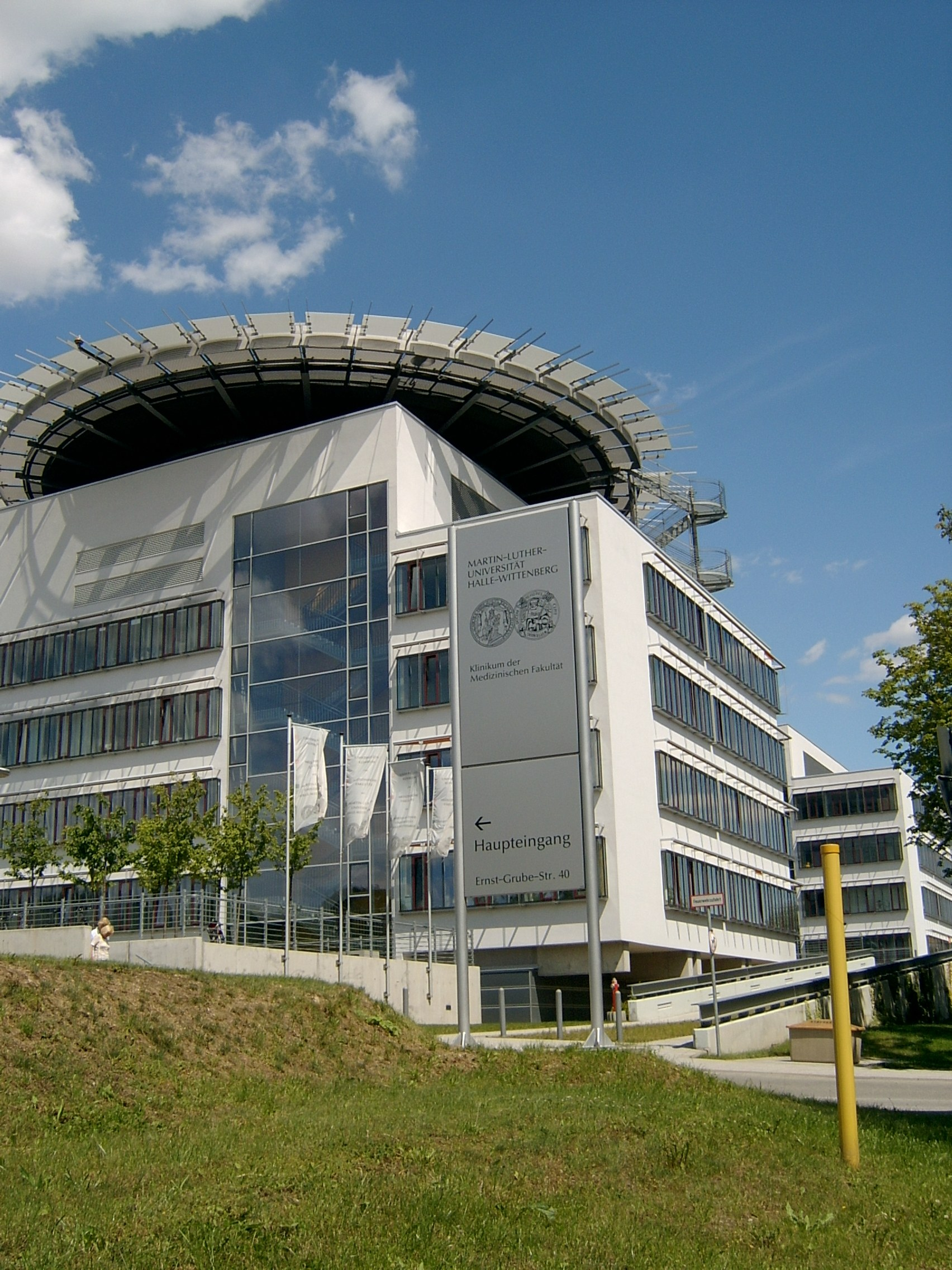
大學附設醫院

Ueberschaer 註冊辦公室：Franckeplatz 1, Haus 30
電子郵件：dekan@theologie.uni-halle.de
電話：0345 55-23001
- 法律、經濟和商業學院

院長：Prof. Dr. Stefan Sackmann
註冊地址：Universitätsplatz 10 a, Große Steinstraße 73
電子郵件：dekan@jurawiwi.uni-halle.de
電話：0345 55-23102
1. 法律學系
2. 經濟學系

- 醫學院以及大學醫院

院長：Heike Kielstein 教授
註冊辦公室：Magdeburger Straße 8
電子郵件：dekan@medizin.uni-halle.de
電話：0345 557-1893
- 哲學學院 I

院長：Prof. Dr. Andreas Pecar
註冊辦公室：Emil-Abderhalden-Straße 6
電子郵件：dekan@philfak1.uni-halle.de
電話：0345 55-24203
1. 社會科學院
2. 歷史文化學院

- 哲學學院II

院長：Susanne Voigt-Zimmermann 教授
註冊辦公室：Universitätsring 4
電子郵件：dekan@philfak2.uni-halle.de
電話：0345 55-23501
1. 語言學系
2. 通訊科學系
3. 音樂學系

- 哲學學院III

院長：Prof. Dr. Jörg Dinkelaker
註冊辦公室：Franckeplatz 1, Haus 3
電子郵件：dekan@philfak3.uni-halle.de
電話：0345 55-23871
1. 教育學系

- 自然科學學院I

院長：Markus Pietzsch 教授
註冊辦公室：Kurt-Mothes-Straße 3
電子郵件：dekanat@natfak1.uni-halle.de
電話：0345 55-25072
1. 生物化學與生物技術研究所
2. 生物研究所
3. 藥學研究所

- 自然科學學院II

院長：Georg Schmidt 教授
註冊辦公室：Von-Danckelmann-Platz 3
電子郵件：dekan@natfak2.uni-halle.de
電話：0345 55-25500
1. 物理學研究所
2. 化學研究所
3. 數學研究所

- 自然科學學院III

院長：Matthias Müller-Hannemann 教授
註冊辦公室：Von-Seckendorff-Platz 3
電子郵件：dekan@natfak3.uni-halle.de
電話：0345 55 26000
1. 農業與營養科學研究所
2. 地球科學與地理研究所
3. 計算機科學研究所

- 工程技術科學中心

Dr.‑Ing 教授。hc Joachim Ulrich 博士
註冊辦公室：Hoher Weg 7
電子郵件：dekanat@iw.uni-halle.de
電話：0345 55-28400
解散：2016 年 9 月 30 日

## 相關機構
- 羅伯提諾考古學博物館
- 哈雷大學附設植物園以及附設天文台

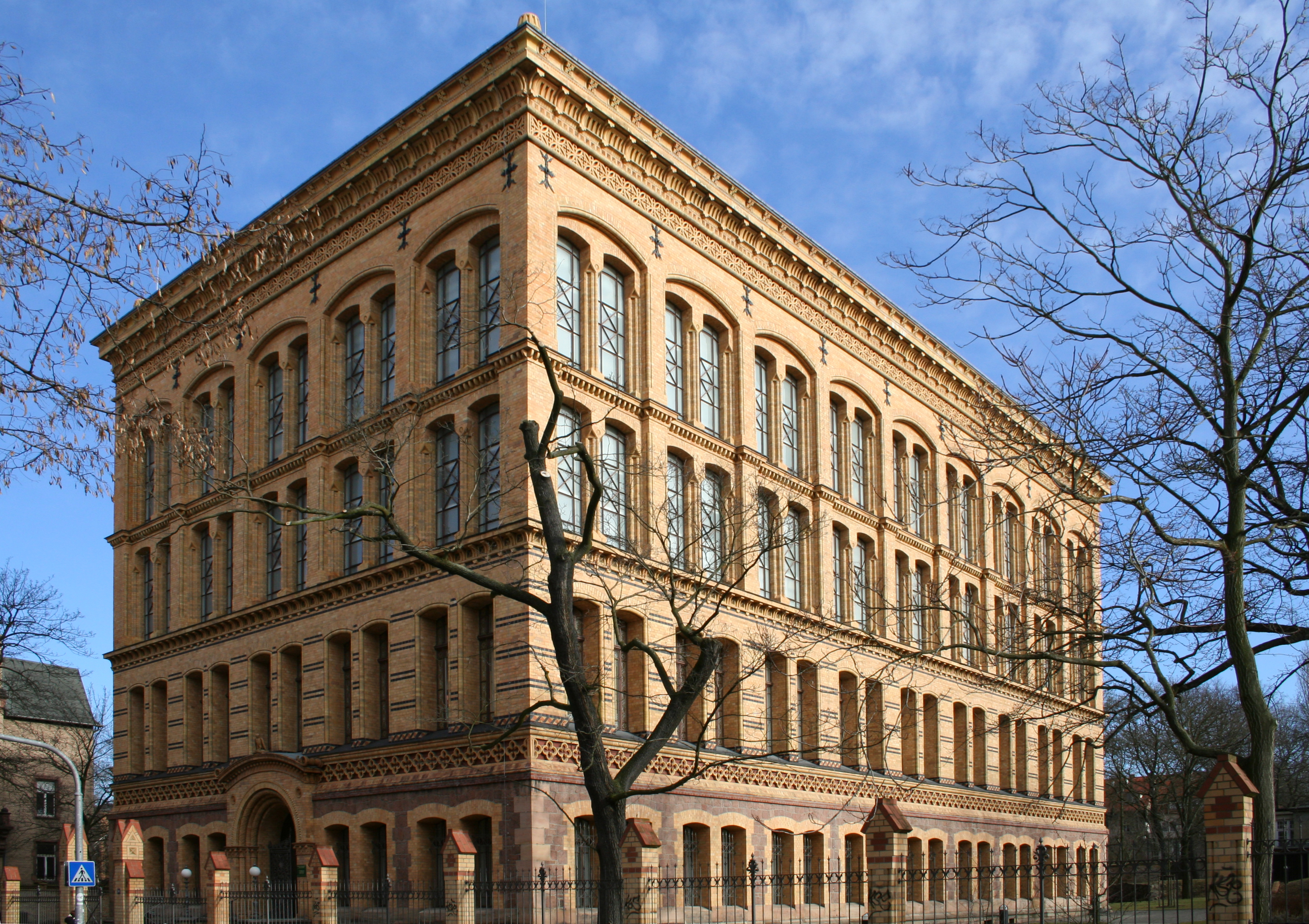
大學及薩克森·安荷之州立圖書館

- Burse zur Tulpe區，此區部分屬於學生事務處
- Leucorea區，公共法律事務處
- 哈雷歐洲大眾傳播暨多媒體編輯學院
- 哈雷企業研究及企業領導研究機構 (IWH)
- 維滕貝格高等學院研究機構
- 玫克思展覽館(解剖學歷史博物館)
- 大學及薩克森安荷州立圖書館
- 莱布尼兹中东欧农业发展研究所 (IAMO)

## 大學附屬研究機構
- 國立李歐波笛那科學研究院

## 著名校友

### 科学家
- 格奥尔格·康托尔 (1845年3月3日－1918年1月6日) 创立了现代集合论作为实数理论以至整个微积分理论体系的基础。他还提出了集合的势和序的概念。他是与高斯，欧拉，毕达哥拉斯齐名的数学天才之一。
- 赫尔曼·艾宾浩斯 (1850年1月24日－1909年2月26日），德国心理学家。创立了“艾宾浩斯记忆遗忘曲线”
- 鲁道夫·克劳修斯，(1822年1月2日－1888年8月24日）热力学的主要奠基人之一,首次明确指出热力学第二定律 的基本概念。他还于1855年引进了熵的概念.
- 威廉·愛德華·韋伯 (1804年10月24日－1891年6月23日），德国物理学家，19世纪最重要的物理学家之一。国际单位制中磁通量的单位“韦伯”是以他的名字命名的。
- 赫尔曼·施陶丁格（Hermann Staudinger，1881年3月23日－1965年9月8日） 1953年诺贝尔化学奖 得主，高分子科学的奠基人。
- 卡尔·齐格勒 （Karl Waldemar Ziegler，1898年11月26日－1973年8月11日）在聚合反应催化剂研究方面有很大贡献，与居里奥·纳塔共同获得1963年诺贝尔化学奖 。
- 埃米尔·阿道夫·冯·贝林 (1854年3月15日－1917年3月31日） 1901年首届诺贝尔生理学或医学奖 。
- 古斯塔夫·赫兹  (1887年7月22日－1975年10月30日），德国物理学家，量子力学的先驱，1925年诺贝尔物理学奖 获得者。
- 赵忠尧 （1902年6月27日－1998年5月28日）中国核物理、中子物理、加速器和宇宙线研究的先驱和启蒙者。
- 叶企孙 (1898.7.16- 1977.1.13) 上海人。中国卓越的物理学家、教育家，中国物理学界的一代宗师。
- 斯圖爾特·帕金 （1955年12月9日－） 英国籍物理学家，2014年的千禧年科技大奖获得者，IBM院士，哈勒大学物理学教授。

### 維滕貝格大學 (1502-1817)
以出生年份排序:
- 葛瑞格布魯客, 政治家 und Sächsischer Kanzler, * 1483, † 1557
- Johannes Agricola, Theologe und deutscher Reformator, * 1494, † 1566
- Erasmus Alber, Theologe, * um 1498, † 1553
- Mikael Agricola, finnischer Theologe und Reformator, * 1509, † 1557
- Christian Brück, Politiker und Sächsischer Kanzler, * um 1516, † 1567
- Maximilian Mörlin, evangelischer Theologe und Reformator * 1516 † 1584
- Johannes Aurifaber (Vimariensis), Theologe, * um 1519, † 1575
- Johann Arndt, Theologe, * 1555, † 1621
- Johann Michael Dilherr, Theologe und Philologe, * 1604, † 1669
- 保羅·葛哈德, Theologe und Kirchenliederdichter, * 1607, † 1676
- Zacharias Lund, Dichter, * 1608, † 1667
- Samuel von Butschky, Dichter und Schriftsteller, * 1612, † 1678
- Johann Klaj, Pastoraldichter, * 1616, † 1656
- Christian Brehme, Dichter, Bürgermeister von Dresden, * 1613, † 1667
- Caspar Ziegler, Jurist, Dichter und Komponist, * 1621, † 1690
- David Schirmer, Dichter, * 1623, † 1686
- Enoch Gläser, Jurist und Pastoraldichter, * 1628, † 1668
- Balthasar Kindermann, Dramatiker und Schriftsteller, * 1636, † 1706
- Heinrich Mühlpfort, Barockdichter, * 1639, † 1681
- Christoph Kormart, Romanautor, * 1644, † 1701
- Anton Wilhelm Amo, Philosoph und erster schwarzafrikanischer Student in Deutschland, * um 1700, † 1754
- Johann August Apel, Jurist und Schriftsteller, * 1771, † 1816

### 哈雷大學(1694-1817)
以出生年份排序:
- Barthold Heinrich Brockes, * 1680, † 1747
- 亨德爾 (1702 Rechtswissenschaften), deutsch-englischer Komponist, * 1685, † 1759
- Johann Christoph von Dreyhaupt, Historiker, * 1699, † 1768
- Anton Wilhelm Amo, Philosoph, * 1703, † nach 1753
- Johann Samuel Friedrich von Boehmer, * 1704, † 1772, Rechtswissenschaftler, Kriminologe
- Philipp Adolf Boehmer * 1711, † 1789, Anatom und Leibarzt des Königs
- Georg Ludwig Boehmer * 1715, † 1797, Rechtswissenschaftler
- Dorothea Christiane Erxleben, erste promovierte deutsche Ärztin, * 1715, † 1762
- Johann Stephan Pütter, Jurist, * 1725, † 1807
- Johann Reinhold Forster, Naturwissenschaftler, * 1729, † 1798
- Carl Gotthard Langhans, 1753-1757 Rechtswissenschaften, * 1732, † 1808
- Christian Wilhelm Kindleben, * 1748, † 1785, Theologe, Schriftsteller (Studentenlieder, Studentensprache)
- Christian Friedrich von Glück, Rechtswissenschaft, * 1755, † 1831
- Friedrich Christian Laukhard, Theologe und politischer Schriftsteller *1757, †1822
- Johann Christoph Friedrich GutsMuths, Lehrer, Turner, * 1759, † 1839
- Joseph von Zerboni di Sposetti, Dichter, * 1760, † 1831
- Christoph Wilhelm Heinrich Sethe, *1767, † 1855, Chefpräsident des Rheinischen Revisions- und Kassationshofes
- Christian Friedrich Bernhard Augustin, * 1771, † 1856, Theologe, Verfasser eines Wörterbuches zur Studentensprache
- Ludwig Tieck, Dichter, * 1773, † 1853
- Christian Diedrich Heinrich Sethe, *1778, † 1864, Geheimer Regierungsrat sowie Gründer des Sethestiftes in Aurich.
- Clemens Brentano, Dichter, * 1778, † 1842
- Friedrich Ludwig Jahn, Turner, * 1778, † 1852
- Achim von Arnim, Dichter, * 1781, † 1831
- Karl August Varnhagen von Ense * 1785 , † 10. Oktober 1858, Chronist der Romantik, Erzähler, Biograph, Tagebuchschreiber, Diplomat
- Joseph Freiherr von Eichendorff, 1805-1806 Rechtswissenschaften, * 1788, † 1857, Dichter der Romantik

### 哈雷-維滕貝格大學 ( 從1817起 )
以出生年份排序:
- Heinrich Laube, Schriftsteller, * 1806, † 1884
- Moritz Ludwig Seyffert, Philologe und Pädagoge, * 1809, † 1872
- 卢多维特·什图尔，斯洛伐克诗人、语言学家，近现代斯洛伐克语的奠基人之一。
- Richard von Volkmann Chirurg, * 1830, † 1889
- 奧斯瓦爾德·斯賓格勒，歷史學家，哲學家，* 1880, † 1936。
- Erich Gutenberg, Betriebswirt, * 1897, † 1984
- Guido Kisch, Rechtswissenschaftler, * 1889, † 1985
- Kurt Schumacher (1915 bis 1916 Rechtswissenschaften und Nationalökonomie), SPD-Politiker und ein Gründungsvater der Bundesrepublik Deutschland, * 1895, † 1952
- Kurt Lütgen Schriftsteller, * 1911, † 1992
- Hans-Dietrich Genscher (Rechtswissenschaften), FDP-Politiker und Außenminister der Bundesrepublik Deutschland zur Zeit der Wiedervereinigung, * 1927
- Peter Pollack, * 1930
- Friedrich Schorlemmer, Theologe, * 1944
- Werner Liebmann, Maler, * 1951
- André Schinkel, Lyriker, * 1972
- Helmut Koziolek, Wirtschaftswissenschaftler, * 1927, † 1997

## 相關連結
- Internetpräsenz der Martin-Luther-Universität（页面存档备份，存于）
- Annual Magazine of Martin Luther University, Halle-Wittenberg 2011（页面存档备份，存于）（英文）
- Jahresmagazin der Martin-Luther-Universität Halle-Wittenberg 2011（页面存档备份，存于）（德文）
- Serviceangebot für Besuchergruppen der Martin-Luther-Universität（页面存档备份，存于）
- Pressemitteilungen der Martin-Luther-Universität（页面存档备份，存于） als RSS-Feed（页面存档备份，存于）
- Liste von Universitätsprofessoren
- weinbergcampus.de
- Profil der MLU bei ZEIT Online
- Wilhelm Schrader: Geschichte der Friedrichs-Universität zu Halle, Band 1 (PDF)（页面存档备份，存于）, Band 2 (PDF)（页面存档备份，存于）
- Johann Karl Bullmann: Denkwürdige Zeitperioden der Universität zu Halle von ihrer Stiftung an, 1833（页面存档备份，存于）